# Фудзівара но Акісуке
Фудзівара но Акісуке (*藤原顕輔, 1090  —8 червня 1155) — середньовічний японський державний діяч, поет періоду Хейан. Мав прізвисько Сакьо-но Тайфу Акісуке.

## Життєпис
Походив з аристократичного роду Північних Фудзівара, гілки клану Фудзівара. Син Фудзівара но Акісуе, відомого поета та очільника поетичної школи Рокудзьо, і доньки Фудзівара но Цунехіри. Народився 1090 року. 1100 року розпочав номінальну службу при імператорському дворі. Незабаром опинився в почті екс-імператора Сіракави. У 1110 роках обіймав посади камі (губернатора) провінції Каґа та заступника центрального міністра. 1118 року отримав старший четвертий ранг.
1123 року після смерті батька очолив школу Рокудзьо, яку продовжував розбудовувати, сприявши подальшому піднесенню її слави. 1127 року йде у відставку з уряду екс-імператора Сіракава. 1129 року призначено сакьо тайфу (начальником лівої половини імператорського палацу). 1137 року надано молодший третій ранг та зараховано до куґе (вищої знаті). Наприкінці 1130 і на початку 1140-х років керував Лівою частиною столиці. 1148 року отримав старший третій ранг.
Помер 1155 року. Після його смерті школу Рокудзьо очолив син Фудзівара но Кійосуке.

## Творчість
Був автором віршів-вака. Більші віршів внесено до власної збірки «Сакьо-но Тайфу Акісуке-сю». Вірш внесено до збірки «Хякунін іс-сю» (№ 413), деякі до збірки «Кін'йо вака-сю».
1116 року брав участь в імператорських поетичних змаганнях Тобаден хокумен утаавасе, 1118 року — поетичних зібрань-ейгу, на яких поклонялися божеству поезії (мейдзіну) Какіномото но Хітомаро, що став вважатися покровителем школи Рокудзьо. В подальшому здобув репутація знаного поета, навіть серед своїх колег, зокрема Фудзівара но Тейка. У 1144 році йому доручено скласти поетичну антологію «Сіка вака-сю» («Збірки квітів японських пісень»), яку завершив 1151 року.